# Ермолаев, Иван Дмитриевич
Иван Дмитриевич Ермолаев (1924—1993) — сержант Рабоче-крестьянской Красной Армии, участник Великой Отечественной войны, Герой Советского Союза (1943).

## Биография
Иван Ермолаев родился 2 января 1924 года в селе Старая Покровка (ныне — Лискинский район Воронежской области) в крестьянской семье. Окончил школу фабрично-заводского ученичества, работал электромонтёром на железной дороге в Чкаловской (ныне — Оренбургской) области. В 1942 году Ермолаев был призван на службу в Рабоче-крестьянскую Красную Армию. С марта того же года — на фронтах Великой Отечественной войны. К августу 1943 года сержант Иван Ермолаев был наводчиком орудия 1839-го истребительно-противотанкового артиллерийского полка 27-й отдельной истребительно-противотанковой бригады 6-й гвардейской армии Воронежского фронта. Отличился во время боёв в Харьковской области.
В августе 1943 года Ермолаев участвовал в отражении контратак немецких танковых и пехотных подразделений. В том бою он подбил 1 тяжёлый и 3 средних танка. В одном из последующих боёв он уничтожил ещё один тяжёлый танк, а затем и подошедшую к нему ремонтную бригаду с вездеходом.
Указом Президиума Верховного Совета СССР от 24 декабря 1943 года сержант Иван Ермолаев был удостоен высокого звания Героя Советского Союза с вручением ордена Ленина и медали «Золотая Звезда» за номером 2616.
После окончания войны Ермолаев был демобилизован. Проживал в Астрахани. Окончил Академию общественных наук при ЦК КПСС. Находился на партийной и комсомольской работе, затем преподавал в Астраханском государственном медицинском институте. Скончался 22 декабря 1993 года, похоронен на Новом кладбище Астрахани.
Профессор, кандидат философских наук. Почётный гражданин города Лиски. Был также награждён двумя орденами Отечественной войны 1-й степени, рядом медалей.